# Петровское сельское поселение (Тверская область)
Петро́вское се́льское поселе́ние — муниципальное образование в составе Сонковского района Тверской области.

На территории поселения находятся 37 населенных пунктов. Центр поселения — село Петровское.

## Географические данные
- Общая площадь: 152,2 км²
- Нахождение: северо-восточная часть Сонковского района
  - Граничит:
    - на севере — с Краснохолмским районом, Глебенское СП
    - на востоке — с Ярославской областью, Некоузский район
    - на юго-востоке — с Пищалкинским СП
    - на юге — с Григорковским СП и городским поселением посёлок Сонково
    - на юго-западе — с Гладышевским СП
    - на западе — с Краснохолмским районом, Большерагозинское СП

Главная река — Сить.

## История
В 1238 году поблизости от современной деревни Божонка произошла битва на реке Сити. В это время территория поселения находилась на границе Новгородской земли с Владимиро-Суздальским княжеством.

В XIX — начале XX века деревни поселения относились к Литвиновской и Лавровской волостям Кашинского уезда Тверской губернии. В 1927 году Кашинский уезд был упразднен и территория поселения отошла к Бежецкому уезду. В 1929 году Тверская губерния ликвидирована и территория поселения вошла во вновь образованный Сонковский район Московской области. С 1935 по 1990 год территория поселения относится к Сонковскому району Калининской области (кроме 1962—1965 годов, когда территория входила в Бежецкий район). С 1990 — в Тверской области, Сонковский район.
Образовано в 2005 году, включило в себя территории Лавровского и Петровского сельских округов.

## Население
| 2010 | 2011 | 2012 | 2013 | 2014 | 2015 | 2016 |
| ---- | ---- | ---- | ---- | ---- | ---- | ---- |
| 682  | ↗686 | ↘660 | ↗670 | ↘654 | ↘628 | ↘609 |
| 2017 | 2018 | 2019 | 2020 | 2021 |      |      |
| ↘575 | ↘553 | ↘524 | ↘515 | ↘465 |      |      |

На 01.01.2008 — 711 человек.
Национальный состав: русские.

## Населенные пункты
На территории поселения находятся следующие населённые пункты:
| №  | Тип нп | Название       | Население (2008 год) |
| -- | ------ | -------------- | -------------------- |
| 1  | дер.   | Алферово       | 8                    |
| 2  | дер.   | Афанасово      | 26                   |
| 3  | дер.   | Божонка        | 5                    |
| 4  | дер.   | Белево         | 15                   |
| 5  | дер.   | Большие Сменки | 7                    |
| 6  | дер.   | Ботвино        | 96                   |
| 7  | дер.   | Высока         | 8                    |
| 8  | дер.   | Вымлы          | 0                    |
| 9  | дер.   | Горка          | 16                   |
| 10 | дер.   | Денисово       | 5                    |
| 11 | дер.   | Заречье        | 16                   |
| 12 | дер.   | Ивановское     | 19                   |
| 13 | дер.   | Ивановское     | 3                    |
| 14 | дер.   | Кривоногово    | 2                    |
| 15 | дер.   | Куклино        | 5                    |
| 16 | село   | Лаврово        | 73                   |
| 17 | дер.   | Лентево        | 4                    |
| 18 | дер.   | Лесные         | 21                   |
| 19 | дер.   | Литвиново      | 28                   |
| 20 | дер.   | Лукино         | 5                    |
| 21 | дер.   | Малые Сменки   | 0                    |
| 22 | дер.   | Марково        | 7                    |
| 23 | дер.   | Молоди         | 44                   |
| 24 | дер.   | Моисеиха       | 6                    |
| 25 | дер.   | Макаровское    | 8                    |
| 26 | дер.   | Ореховец       | 13                   |
| 27 | село   | Петровское     | 120                  |
| 28 | дер.   | Романцево      | 7                    |
| 29 | дер.   | Савёлово       | 5                    |
| 30 | дер.   | Сергеевское    | 100                  |
| 31 | дер.   | Смердыни       | 0                    |
| 32 | дер.   | Сносы          | 3                    |
| 33 | дер.   | Снегиревка     | 10                   |
| 34 | дер.   | Спиридово      | 0                    |
| 35 | дер.   | Турчаниново    | 9                    |
| 36 | дер.   | Фомино         | 2                    |
| 37 | дер.   | Хотенка        | 15                   |

### Бывшие населенные пункты
- Мальцево
- Мешково
- Старово
- Мочалиха
- Синяево

## Известные люди
- В деревне Спиридово родился Герой Советского Союза Михаил Савельевич Квасников.
- В деревне Вымлы родился Василий Александрович Смирнов (1922—1996), ленинградский судосборщик, дважды Герой Социалистического Труда.
- В деревне Большие Сменки родился Анатолий Иванович Лисицын, губернатор Ярославской области (1991—-2007).